# ÖBB 1010 sorozat

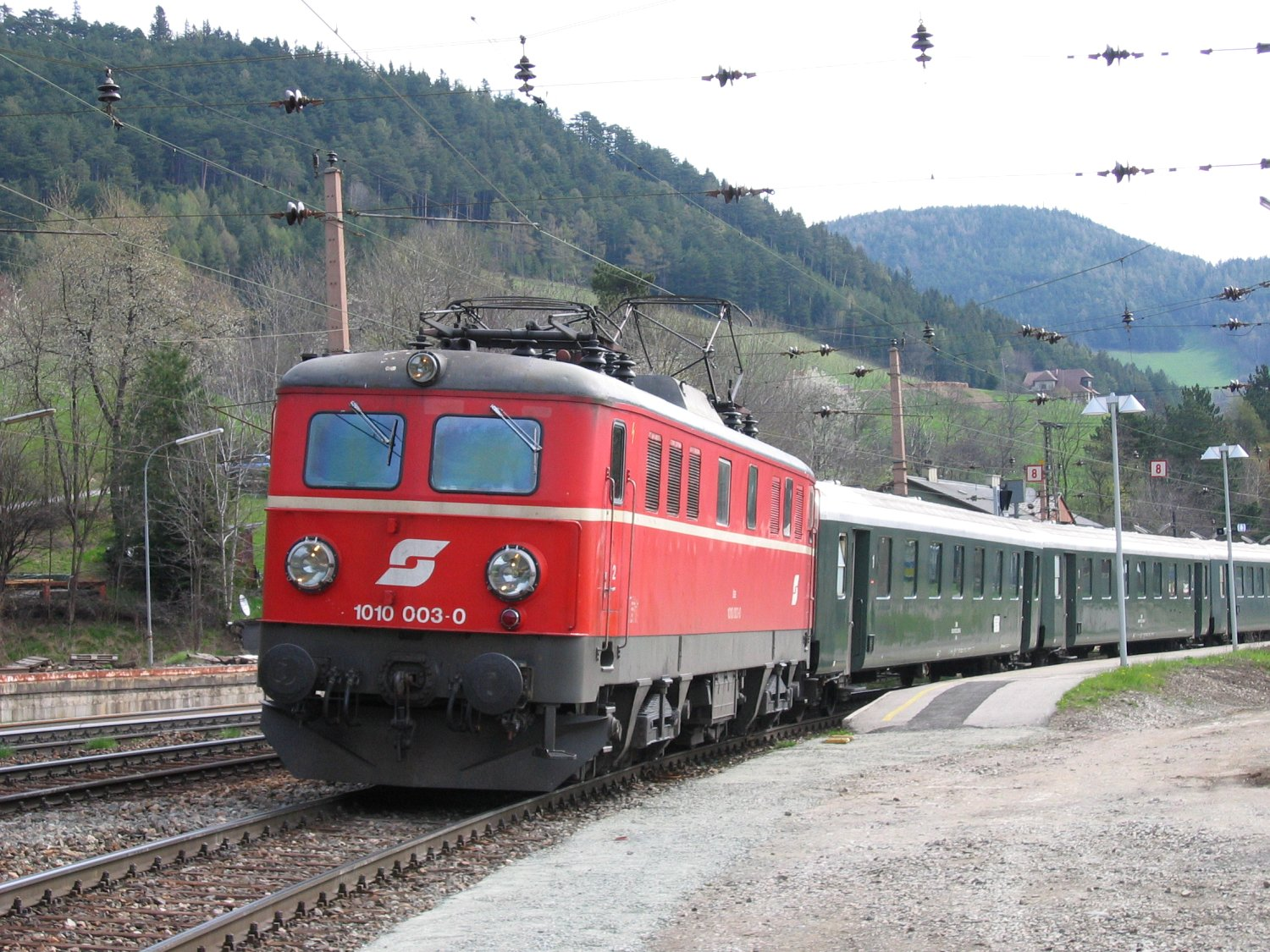
Vörös színben

Az ÖBB 1010 sorozat egy osztrák 15 kV, 16,7 Hz áramrendszerű, Co'Co' tengelyelrendezésű villamosmozdony-sorozat volt. 1955 és 1956 között összesen 20 db épült az AEG, a BBC, az ELIN, a Siemens és az SGP gyáraiban. Később a sorozat át lett építve ÖBB 1110-es sorozattá. A mozdonyokat 2003-ban selejtezte az ÖBB.

## Története
Az Osztrák Szövetségi Vasutak a háború utáni időszakban tervezte új villamos mozdonyok beszerzését, miután a legfontosabb fővonalak ismét 120 km/h sebességgel járhatóvá és villamosítottá váltak. Az ÖBB 130 km/h sebességre engedélyezett, 3000 kW teljesítményű villanymozdonyokat kívánt. A fővonalakat az 1950-es években régebbi sorozatokkal (1570, 1670, 1670.100 és 1018) szolgálták ki. Mivel ezek a sorozat már nem feleltek meg az ÖBB igényeinek, és ezért további példányok rendelése nem jöhetett szóba, az ÖBB új mozdonyok beszerzése mellett döntött. Az 1040 és 1041 sorozat alapján az 1010-es sorozatot az 1110 sorozat építésével egy időben hozták létre, az ÖBB azonban 18 tonnára korlátozta a tengelyterhelést, mivel az 1010-es sorozat sokoldalú felhasználási területét tervezték.
Az első gépeket 1955-ben szállították le. 1955 és 1956 között az ÖBB 20 mozdonyt kapott, amelyeket kezdetben gyorsvonati szolgálatban használtak. Minden mozdonyt Sifa biztosítóberendezéssel szereltek fel. Mivel a mozdonyok átvételük után az ÖBB leggyorsabb villamos mozdonyai közé tartoztak, igen széleskörűen alkalmazták őket. Például gyorsvonatokat vontattak a Westbahnon, és a Südbahnon és a Semmeringbahnon is közlekedtek.
2000-ben az ÖBB-nek még mindig 18 mozdonya volt. Az 1010 008 1993-ban Melkben ütközött össze az 1044 241-es mozdonnyal. A mozdonyok legutoljára Salzburgban és Linzben állomásoztak. 2003-ban az utolsó mozdonyokat - az 1110-es és 1110.500-as sorozatúakhoz hasonlóan - az ÖBB korszerűsítési programjának részeként kivonták a forgalomból. Az 1010.003 és 1010.010 jelű utolsó példányok 2003. december 1-jén vonultak ki a menetrend szerinti szolgálatból, de ma is megszakítás nélkül nosztalgiaszolgálatban állnak a "Club 1018" egyesület szolgálatában.